# Побединский, Иван Фёдорович
Иван Фёдорович Побединский (? — 1850-е) — врач и ветеринарный лекарь, профессор зоотомии московского отделения Медико-хирургической академии.

## Биография
Сын священника рязанского Борисоглебского собора.
В 1809 году поступил в московское отделение Медико-хирургической академии, по окончании которого в 1813 году со званием лекаря 1-го отделения работал там же репетитором зоотомии. В 1816 году получил звание штаб-лекаря, в 1822 — степень доктора медицины; в 1822 году был назначен адъюнкт-профессором зоотомии и в том же году вышел из числа профессоров московской Медико-хирургической академии. В 1824—1831 годы работал на кафедре зоотомии и сравнительной физиологии московской Медико-хирургической академии.
Одновременно в 1814—1829 годы состоял ветеринаром в штате московской полиции, был уволен за беспорядки.
В 1831 году был назначен в состав временного медицинского холерного комитета в Астрахани; после закрытия комиссии вышел в отставку.
Умер в конце 1850-х годов.

## Избранные труды
- De hydrophobia: дис. … д-ра медицины. — M., 1821[1][2].